# 21724 Ратай
21724 Ратай (21724 Ratai) — астероїд головного поясу, відкритий 9 вересня 1999 року.
Тіссеранів параметр щодо Юпітера — 3,556.